# Zhambyl Tulaev
Zhambyl Esheevich Tulaev (en ruso: Жамбыл Ешеевич Тулаев; 2 de mayojul./ 15 de mayo de 1905greg. – 17 de enero de 1961) fue un francotirador soviético del Ejército Rojo que combatió durante la Segunda Guerra Mundial donde recibió el título de Héroe de la Unión Soviética por sus primeros 262 enemigos eliminados. Para el final de la guerra había matado a 313 enemigos.
Antes de la guerra, fue secretario del comité del Komsomol de su aldea y se desempeñó como presidente de la comuna antes de asumir trabajos de transporte y distribución. Fue reclutado en septiembre de 1941, sirviendo en la infantería y participando en los combates en el frente oriental. Después de dejar el ejército en 1946, trabajó en varias granjas colectivas y en la industria forestal. También sirvió en el consejo del pueblo de Toltoy.

## Biografía

### Infancia y juventud
Zhambyl Tulaev nació el 15 de mayo de 1905 en la pequeña localidad rural de Tagarjai en la Gobernación de Irkutsk en esa época parte del imperio ruso, en el seno de una familia de etnia buriata. A pesar de completar solo cuatro grados en la escuela primaria, comenzó a trabajar como secretario del comité del Komsomol en su pueblo en 1925, donde permaneció hasta 1928. Después de graduarse de los cursos para presidentes de comunas en la ciudad de Verjneúdinsk (actual Ulán-Udé), se convirtió en presidente de la comuna M.I. Kalinin, donde trabajó entre enero de 1929 y marzo de 1932. Desde octubre de 1933 hasta septiembre de 1937 trabajó como conductor de vagones y en 1938 se convirtió en jefe de una base de contenedores de envío en Irkutsk.

### Segunda Guerra Mundial
Al ser reclutado por el Ejército Rojo en septiembre de 1941, Tulaev fue asignado inicialmente al 582.º Regimiento de Fusileros, con base en el Frente Transbaikálico, encargado de proteger las fronteras de la URSS con Irán y Turquía. En febrero de 1942 fue enviado al frente con el 580.º Regimiento de Fusileros, donde pronto comenzó como líder de escuadrón de ametralladoras, pero pronto pasó a ser francotirador. Luchó en el Frente del Noroeste (febrero-septiembre de 1942) y posteriormente participó en batallas defensivas en el río Lovat al sureste de la ciudad de Stáraya Rusa en el óblast de Nóvgorod; la noche del 2 de mayo de 1942, cerca del pueblo de Prismorzhye, mató a veinte soldados enemigos que intentaban avanzar al amparo del fuego de artillería pesada, cubriendo la evacuación de los soldados heridos.
Cuando fue nominado para el título de Héroe de la Unión Soviética, a mediados de noviembre de 1942, su cuenta de francotiradores había llegado a 262 soldados enemigos eliminados. Después de graduarse del entrenamiento de oficiales, recibió el rango de subteniente subalterno en febrero de 1943. Se convirtió en comandante de un pelotón de fusileros al regresar a su regimiento y pasó a luchar en la operación de Demiansk. En mayo de 1943 fue retirado del frente por motivos de salud y tratado en la ciudad de Vyshni Volochok (óblast deTver). Durante su servicio en primera línea de combate, entrenó a otros treinta francotiradores y, según su recuento, mató a 313 soldados enemigos.

### Posguerra
A partir de enero de 1945 trabajó para la oficina de alistamiento y registro militar del distrito (raión) de Tunkinsky. Después de haber ingresado oficialmente en la reserva con el rango de teniente un año después, se convirtió en presidente de una granja colectiva (koljoz) y luego en director de un proyecto forestal regional en la aldea de Kyren. De 1955 a 1957 trabajó como vicepresidente de una granja colectiva diferente, y desde entonces hasta que se jubiló por motivos de salud en 1959, fue presidente del consejo del pueblo de Toltoy. Después de su jubilación, vivió en el pueblo (ulus) de Khurai-Khobok del distrito de Tunkinsky (RASS de Buriatia) hasta su muerte, acontecida menos de dos años después, el 17 de enero de 1961, y fue enterrado en su pueblo natal.

## Condecoraciones
|  | Héroe de la Unión Soviética (14 de febrero de 1943).                             |
|  | Orden de Lenin (14 de febrero de 1943).                                          |
|  | Orden de la Bandera Roja (3 de septiembre de 1942).                              |
|  | Medalla por la Victoria sobre Alemania en la Gran Guerra Patria 1941-1945 (1945) |